# Harsud
Harsud es una localidad de la India, en el distrito de Khandwa, estado de Madhya Pradesh.

## Geografía
Se encuentra a una altitud de 260 m s. n. m. a 225 km de la capital estatal, Bhopal, en la zona horaria UTC +5:30.

## Demografía
Según estimación 2010 contaba con una población de 17 707 habitantes.